# Musikinstrumentenkunde

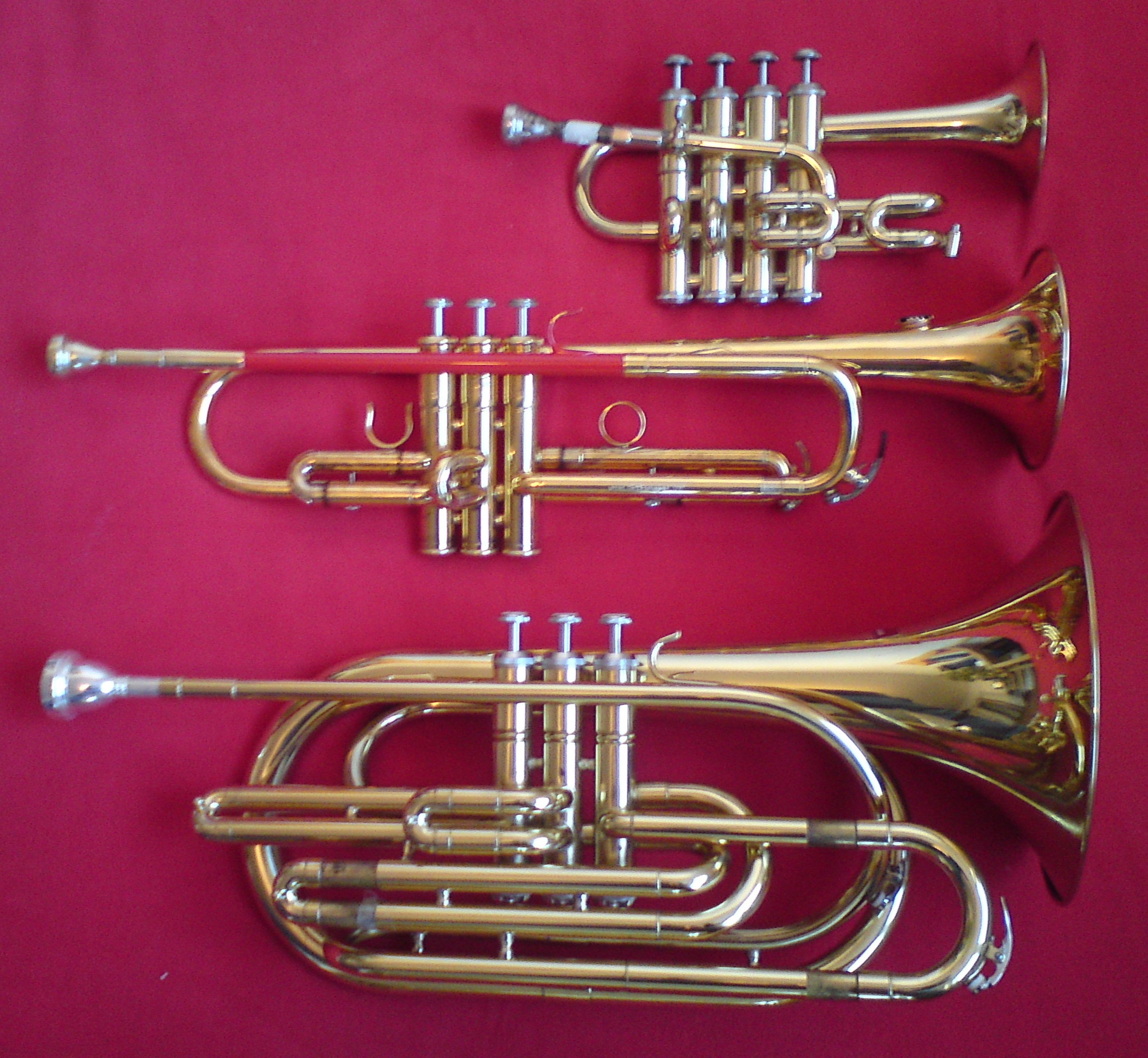
Aerophone (Piccolotrompete, „Standard“ B-Trompete und Basstrompete)

Musikinstrumentenkunde oder Instrumentenkunde, auch Organologie (von altgriechisch ὄργανον, organon, „Instrument“, und  altgriechisch λόγος, logos, „Kunde von“), ist ein Fachbereich der Musikwissenschaft, der sich mittels natur- und geisteswissenschaftlicher Methoden der Erforschung, der Dokumentation und der Lehre über Musikinstrumente widmet. Als akademisch eingerichtetes Fach bezeichnet Musikinstrumentenkunde unter anderem die Sammlung von Beschreibungen von Instrumenten (Organografien), deren Spielweisen, deren Entwicklung im Laufe der Zeit sowie alle Versuche zur Klassifizierung von Musikinstrumenten.
Instrumentenkunde schließt alle historischen und modernen (rezenten) Musikinstrumente ein, sowohl jene der europäisch geprägten Kunstmusiktradition, der Volks- und Popularmusik als auch alle modernen und alten klangerzeugenden Instrumente außereuropäischer Musiktraditionen. Letzteres wird auch als Ethno-Organologie bezeichnet.
Der Fokus und die Forschungsmethoden sind vielfältig. Die Lehre vom Einsatz der Musikinstrumente in Kompositionen und Arrangements (die Instrumentation) nennt man Instrumentationslehre oder Instrumentationskunde. In Überschneidung mit der musikalischen Akustik werden in der technischen Instrumentenkunde der Aufbau und die daraus resultierenden Klangeigenschaften untersucht. Organologen sind überwiegend an Musikinstrumentenmuseen, Musikhochschulen und Universitäten aktiv. Auch viele Hersteller von Musikinstrumenten betreiben Forschungen.

## Geschichte und Systematik
Bereits im 2. Jahrtausend v. Chr. klassifizierten die Chinesen die Musikinstrumente im System der Acht Klänge nach dem verwendeten Material (Stein, Bambus, Seide etc.). Im europäischen Mittelalter gab es eine Einteilung nach der Art des Musikgenres (mit/ohne Gesang, zum Tanz etc.). In der Neuzeit wurde bereits nach der Art der Tonerzeugung unterteilt, jedoch systematisch inkonsequent (Blasinstrumente, Streichinstrumente, Zupfinstrumente…, siehe auch Instrumentenfamilien).
Die erste moderne Systematik der Musikinstrumente entwickelte Victor-Charles Mahillon 1888 als Kurator des Museums des Brüsseler Konservatoriums. Die bis heute weltweit verwendete Hornbostel-Sachs-Systematik stammt vom Wiener Erich Moritz von Hornbostel und dem Berliner Curt Sachs, die an der „Sammlung alter Musikinstrumente bei der Staatlichen Hochschule für Musik zu Berlin“ arbeiteten und auf Mahillons System aufbauten. Sie selbst bezeichneten es als einen Versuch, die weltweit existierenden Musikinstrumente in ein System zu bringen. Veröffentlicht wurde ihre Systematik 1914 in der Zeitschrift für Ethnologie.  1940 ergänzte sie Sachs um die Gruppe der Elektrophone.
Die Hauptgruppen der Hornbostel-Sachs-Systematik basieren überwiegend auf der Art der Tonerzeugung, dem Tonerzeuger (Oszillator), bei der Gruppe der Chordophone jedoch auf der Form des Resonanzkörpers und der Anordnung der Saiten. Eine wesentliche Differenzierung in Untergruppen erfuhr die Hornbostel-Sachs-Systematik 2011 durch das Projekt Musical Instrument Museums Online (MIMO), wobei eine vierte Hauptgruppe bei den eigentlichen Blasinstrumenten (Membranopipes) und eine Untergruppe (Sucked trumpets) bei den Trompeten hinzukamen:
1. Idiophone
  1. Schlagidiophone
  2. Zupfidiophone
  3. Reibidiophone
  4. Blasidiophone
2. Membranophone
  1. Schlagtrommeln
  2. Zupftrommeln
  3. Reibtrommeln
  4. Ansingtrommeln (Mirlitone)
3. Chordophone
  1. Einfache Chordophone oder Zithern
  2. Zusammengesetzte Chordophone
4. Aerophone
  1. Freie Aerophone
  2. (Eigentliche) Blasinstrumente
5. Elektrophone
  1. Elektromechanische Musikinstrumente
  2. Elektronische Musikinstrumente
  3. Digitale Musikinstrumente

Besonders für die Verwendung in der Musikethnologie wurden zeitweilig gänzlich andere Klassifizierungsansätze diskutiert, etwa das von Herbert Heyde 1975 vorgeschlagene „natürliche System der Musikinstrumente“ oder das ebenso komplexe, die Klangqualität mit einbeziehende System von Mantle Hood (1971). Seit der Digitalisierung sind auch virtuelle Musikinstrumente Teil der Forschung.